# Phallodeum
Os animais Anfíbios de ordem Gymnophiona (ou Apoda ) apresentam a fecundação interna, ou seja, será necessário um órgão intromitente, copulatório, que então leva os espermatozóides até os óvulos para fecundação. Assim os machos vão apresentar o órgão intromitente chamado de Phallodeum, que fica guardado na cloaca do macho até o momento da acopla, depois de fecundado os óvulos, vai ocorrer então o desenvolvimento do embrião dentro do ovo. O Phallodeum é a mutação da cloaca masculina para ser intromitida na cloaca feminina, assim como se fosse um Pênis. Um detalhe interessante é que o Phallodeum é uma característica única de cada Gymnophiona, ou seja, cada um têm sua própria forma.